# Регулятивный принцип
Регулятивный принцип (англ. regulative principle; фр. principe régulateur; лат. principium regulatorium) — принцип в реформатском богословии, по которому Богу можно поклониться только по Его прямому повелению.
Иными словами, на богослужении совершается только то, что имеет прямое основание (повеление) в Священном Писании. В других протестантских традициях (лютеранской, англиканской) действует менее строгий «нормативный принцип» (допускается то, что не запрещается в Священном Писании).

## Общее представление
Это христианская доктрина, которой придерживаются некоторые кальвинисты и анабаптисты, согласно которой Бог повелевает церквям проводить публичные богослужения, используя определённые отдельные элементы, утвердительно встречающиеся в Священном Писании, и наоборот, что Бог запрещает любые другие практики в общественном богослужении. Доктрина определяет эти утверждённые элементы как те, которые изложены в Священном Писании в виде прямых повелений или примеров, или, если они не выражены, те, которые логически подразумеваются хорошими и необходимыми последствиями. Таким образом, регулятивный принцип обеспечивает руководящую концепцию поклонения как послушания Богу, определяет набор конкретных практических элементов, составляющих послушное поклонение, а также выявляет и исключает непослушные практики.
Регулятивный принцип богослужения соблюдается, практикуется и энергично поддерживается консервативными реформистскими церквями, Движением Реставрации и другими консервативными протестантскими деноминациями. Исторические конфессиональные стандарты, излагающие доктрину, включают Вестминстерское исповедание, Гейдельбергский катехизис, Бельгийское исповедание и Баптистское вероисповедание 1689 года.
Регулятивный принцип контрастирует с нормативным принципом богослужения, который учит, что всё, что не запрещено в Писании, разрешено в Богослужении, если это соответствует миру и единству церкви. Короче говоря, должно быть согласие с общей практикой церкви и никаких запретов в Писании на всё, что совершается во время богослужения.
Более широкий смысл термина «регулятивный принцип» иногда используется в вопросах, отличных от богослужения, например, для ограничения проектов церковного управления элементами Священного Писания. Регулятивный принцип часто путают с доктриной Sola scriptura, которая гласит, что Священное Писание является единственным непогрешимым духовным авторитетом, но совместимо со многими церквями, которые следуют нормативному принципу поклонения, и которому они учат.
Регулятивный принцип выражен в Вестминстерском вероисповедании 1647 г.:
«Приемлемый путь поклонения истинному Богу установлен Им Самим и точно определён Его собственной явленной волей, поэтому не должно быть поклонения, основанного на воображении или вымыслах человеческих, или по внушению сатаны. Ему нельзя поклоняться, используя зримые изображения или что-либо иное, не предписанное Священным Писанием». (Вестминстерское вероисповедание, Глава 21)

## Трактовка

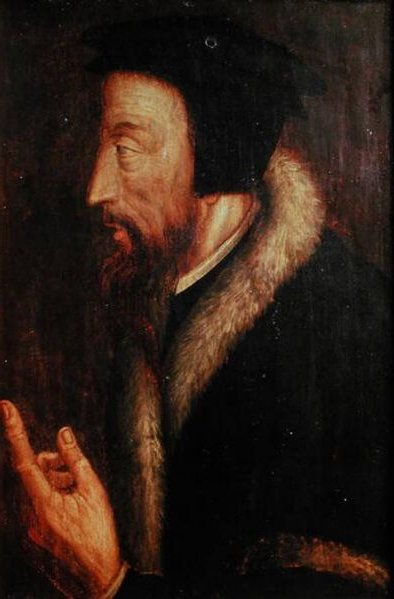
Жан Кальвин, один из основателей кальвинизма

Регулятивный принцип характерен для мысли Кальвина: основывая свой подход на ключевом принципе реформации Sola Scriptura, он удаляет из порядка церковной службы любой элемент, явно не упомянутый в Библии, чтобы избежать любого риска компромисса со священной традицией, которая была выдвинута в качестве второго источника догмы Римско-католической церкви; он, например, ассоциирует музыкальные инструменты с иконами, которые, по его мнению, нарушают запрет Десяти заповедей на резные изображения. Исходя из этого, многие ранние кальвинисты также избегали музыкальных инструментов и выступали за исключительную псалмопевцу в богослужении.
В английских церковных дебатах XVII века пуритане утверждали, что существует божественный образец, которому нужно следовать во все времена, который они назвали ius divinum («божественный закон»). В английском языке это стало известно под более мягким термином «regulative principle» («регулятивный принцип»).
Те, кто выступает против использования инструментов в богослужении, такие как служители православной пресвитерианской церкви Джон Мюррей и Джеральд Уильямсон, утверждают, во-первых, что в Новом Завете нет примеров использования музыкальных инструментов для богослужения, а во-вторых, что использование инструментов в богослужении в Ветхом Завете было специально привязано к церемониальным законам Храма в Иерусалиме, который они считают отмененным для церкви. Однако с 1800-х годов большинство реформатских церквей изменили свое понимание регулятивного принципа и используют музыкальные инструменты, полагая, что Кальвин и его ранние последователи вышли за рамки библейских требований Десяти заповедей и что такие вещи являются обстоятельствами поклонения, требующими библейской мудрости, а не явного повеления. Соответственно, подавляющее большинство реформистских церквей сегодня используют гимны и музыкальные инструменты, многие также используют современные стили богослужебной музыки. Однако меньшая часть реформистских церквей, таких как Свободная пресвитерианская церковь Шотландии и церкви Реформистского пресвитерианского сообщества, продолжают интерпретировать регулятивный принцип и свидетельства Священного Писания как допускающие в богослужении только псалмопение без аккомпанемента.
Исторически регулятивный принцип был принят для того, чтобы запретить использование танцев в богослужении. В 1996 году реформистский богослов Джон Фрейм нарушил консенсус и утверждал, что регулятивный принцип действительно разрешает танцы. Его точка зрения была подвергнута критике более консервативными учеными.
В то время как музыка является центральным вопросом в дебатах о богослужении, другие вопросы также были спорными, включая доксологии, бенедикции, коллективную исповедь, молитву и чтение Священного Писания. Наличие любого из них, их порядок и приоритет варьируются в различных конфессиях.

## Литургия Жана Кальвина
Первоначальная служба Дня Господня, разработанная Кальвином, была очень литургической и включала Символ веры, милостыню, исповедь и отпущение грехов, вечерю Господню, доксологии, молитвы, псалмы, молитву Господню, бенедикцию. Ниже приводится порядок служения в День Господень, разработанный Кальвином:
| Кальвин: Страсбург, 1540 г.                                      | Кальвин: Женева, 1542 г.                                      |
| ---------------------------------------------------------------- | ------------------------------------------------------------- |
| Отрывок из Писания (Псалом 124, 8)                               |                                                               |
| Исповедь                                                         | Исповедь                                                      |
| Слова прощения из Писания                                        | Молитва о прощении                                            |
| Отпущение грехов                                                 |                                                               |
| Метрический Декалог поётся с Кирие элейсон после каждой Заповеди |                                                               |
| Короткая молитва о Просветлении                                  | Короткая молитва о Просветлении                               |
| Чтение Писания                                                   | Чтение Писания                                                |
| Проповедь                                                        | Проповедь                                                     |
| «Литургия в Сенакле»                                             |                                                               |
| Сбор милостыни                                                   | Сбор милостыни                                                |
| Интерцессия                                                      | Интерцессия                                                   |
| Чтение молитвы «Отче наш»                                        | Чтение молитвы «Отче наш»                                     |
| Приготовление элементов во время пения Символа веры Апостолов    | Приготовление элементов во время пения Символа веры Апостолов |
| Молитва посвящения                                               |                                                               |
| Слова посвящения                                                 | Слова посвящения                                              |
| Совет                                                            | Совет                                                         |
|                                                                  | Молитва посвящения                                            |
| Преломление хлеба                                                | Преломление хлеба                                             |
| Раздача хлеба                                                    | Раздача хлеба                                                 |
| Причастие с пением псалма                                        | Причастие с пением псалма                                     |
| Короткая молитва после причастия                                 | Короткая молитва после причастия                              |
| Песнь Симеона Богоприимца                                        |                                                               |
| Аароново благословение                                           | Аароново благословление                                       |